# Beth Din

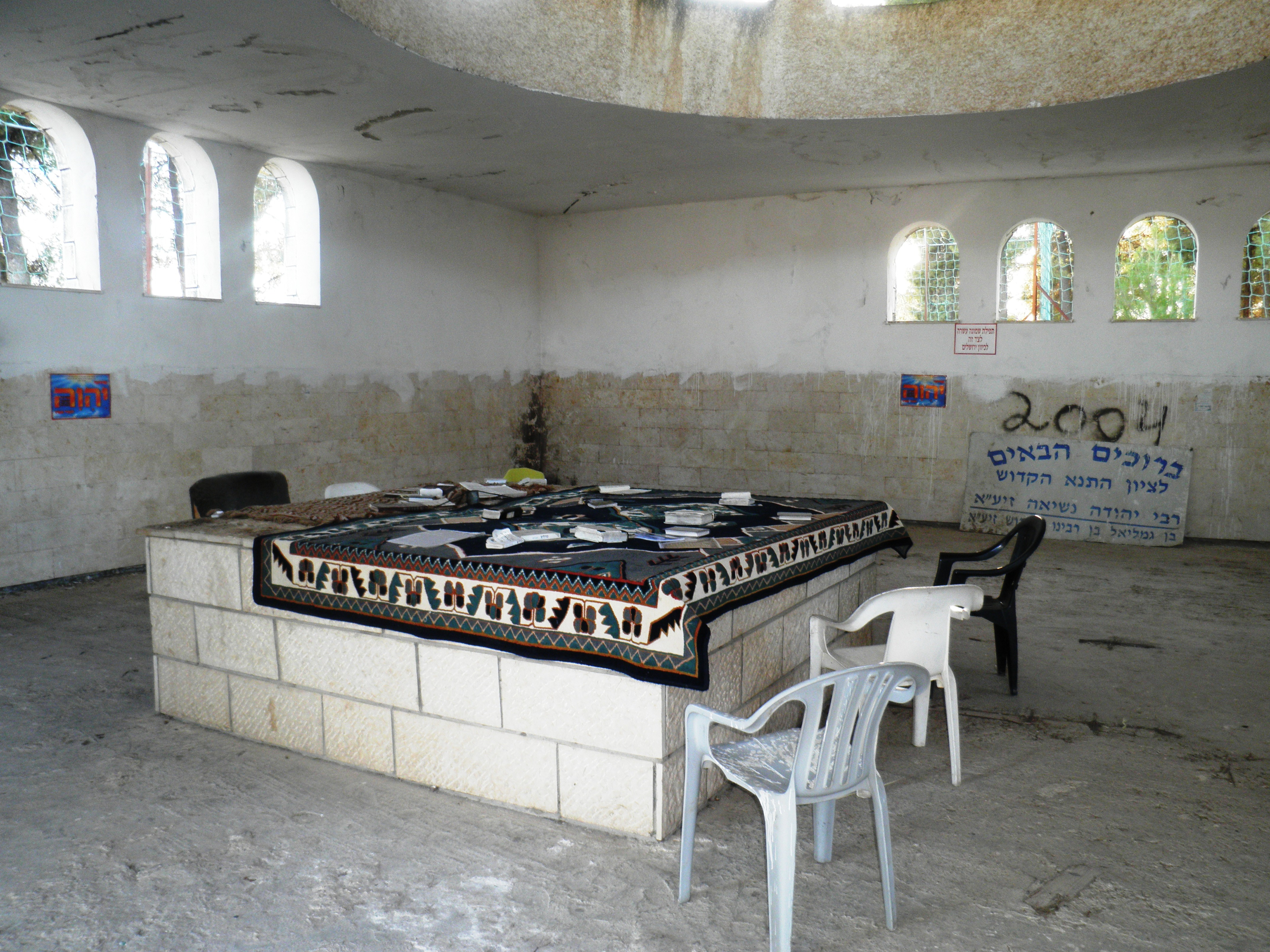
Tombe de Judas II et son Beth Din

Beth Din, aussi écrit Beit Din, est la translittération de l'hébreu « בית דין », qui signifie la maison du jugement et désigne un tribunal religieux. 
La forme la plus connue et la plus répandue est le Beth Din rabbinique (composé de rabbins), mais l'institution existe également avec quelques variantes chez les Juifs karaïtes, qui n'ont pas de rabbins. 

## Origine
La Torah raconte que Jethro conseille à Moïse de déléguer la majorité de son pouvoir judiciaire à des cours de justice et de n'agir qu'en tant que juge suprême, ce qu'il fait rapidement. Un des commandements divins relatés dans le Deutéronome 16:18 est d'établir des juges et des officiers aux portes de chaque cité de la Terre d'Israël après sa conquête.

## Organisation
Tel qu'explicité par le Talmud dans le traité Sanhédrin, il existe trois types de Beth Din : 
- le grand Sanhédrin, qui est la cour suprême formée de 71 Sages et qui siège à Jérusalem dans le Temple ;
- les petits Sanhédrins, formés de 23 Sages et qui siègent dans chaque cité. Les petits Sanhédrins installés dans les capitales tribales supervisent les autres tribunaux de leur territoire et sont seuls habilités à prononcer des peines capitales ;
- les tribunaux formés de trois Sages.

Les tribunaux jugent toutes les affaires couvertes par la Loi juive après avoir entendu les témoins.

## Juges
Les juges doivent avoir reçu la Smikha pour être habilités à siéger dans un Beth Din. Cette transmission de l'autorité judiciaire par imposition des mains a couru depuis Moïse jusqu'à la destruction du second Temple de Jérusalem. Elle n'existe plus de façon unanimement reconnue depuis.
Un grand Beth Din possède les juges suivants :
- le Av Beth Din (אב בית דין) est le juge le plus compétent du tribunal ;
- le Roch Beth Din (ראש בית דין) préside le tribunal ;
- un Dayan (דיין) est un simple juge ;
- un Khaver Beth Din (חבר בית דין) est un conseiller qui offre son expertise technique.

Dans les petits tribunaux, un seul et unique juge est à la fois Av et Roch Beth Din.

## De nos jours
L'autorité d'un Beth Din se réduit de nos jours au domaine que lui confère la législation du pays où il siège. Par exemple, le Beth Din n'a aucune reconnaissance de l'Etat en France et son rôle se réduit souvent à juger des affaires rituelles, telles que la Cacheroute, le Mikvé ou la Conversion au judaïsme.
Néanmoins et malgré son absence de pouvoir coercitif, les Juifs religieux font normalement appel au Beth Din pour régler leurs litiges, notamment les questions liées au divorce quand il a été prononcé par l'autorité civile française. 
En Israël il juge les affaires familiales. Le seul type de Beth Din en existence est la cour de trois juges. Depuis 2007, un groupe de rabbins sionistes religieux et hassidiques tente de recréer le grand Sanhédrin.
Un Beth Din est aujourd'hui constitué de trois rabbins dont l'un a reçu une formation rabbinique de juge appelée yadin yadin. Pour des affaires mineures, un simple rabbin peut s'entourer de deux Juifs religieux.